# Грузинский, Виктор Борисович
Виктор Борисович Грузинский (род. 27 февраля 1988 года, Бокситогорск) — российский гандболист, правый полусредний.

## Биография
Родился 27 февраля 1988 года в Бокситогорске. Там же начал заниматься гандболом.
Выступал за российские клубы «Пермские медведи», «Энергия» и «ДГТУ-Лидер», а также за финские «БК-46», «Паргас» и «ХИФК».
В 2019 году получил звание «Мастер спорта России».
Также выступал в пляжном гандболе.

## Статистика
| Сезон   | Клуб    | Лига      | Матчи | Голы | 7-метр | Голы | Передачи | Перехваты |
| ------- | ------- | --------- | ----- | ---- | ------ | ---- | -------- | --------- |
| 2014/15 | Энергия | Суперлига | 21    | 96   | 16     | 80   | 37       | 12        |
| 2015/16 | Энергия | Суперлига | 29    | 124  | 6      | 118  | 47       | 22        |
|         | Итого   | Суперлига |       |      |        |      |          |           |